# Nelly Thüring

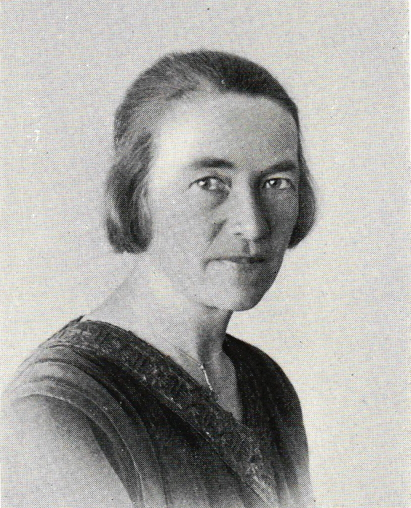
Nelly Thüring (1930)

Nelly Maria Thüring (* 21. Juni 1875 in Vankiva; † 2. Januar 1972 in Stockholm) war eine schwedische sozialdemokratische Politikerin, Fotografin und Frauenrechtlerin und eine der ersten fünf Frauen im Schwedischen Reichstag.

## Leben
Thüring wurde am 21. Juni 1875 als Tochter des Landwirts Nils Nilsson und seiner Frau Pernilla Persdotter geboren. Sie heiratete 1903 den Verleger Johan Göransson, ließ sich jedoch 1917 von ihm scheiden. Den Nachnamen Thüring nahm sie erst an, als sie sich der Fotografie zuwandte.
Sie arbeitete von 1890 bis 1896 als Verkäuferin und dann von 1896 bis 1933 als Fotografin. Im Jahr 1900 eröffnete sie ein Fotostudio in Lund, das sie 1920 verkaufte, um sich ganz auf ihre politische Karriere zu konzentrieren.
Zwischen 1917 und 1920 war Thüring Mitglied des Stadtrats von Göteborg. Im Jahr 1921 war sie neben Bertha Wellin, Agda Östlund, Kerstin Hesselgren und Elisabeth Tamm eine der ersten fünf Frauen, die nach Einführung des allgemeinen Frauenwahlrechts in das schwedische Parlament gewählt wurden.
Als Abgeordnete befasste sich Thüring vor allem mit Fragen der internationalen Zusammenarbeit sowie mit Arbeitsbedingungen weiblicher Strafvollzugsbeamter und arbeitete fernerhin mit anderen weiblichen Abgeordneten in den Bereichen konfessionslose Schule, Kinderbetreuung, Mutterschaftsvorsorge und Sexualerziehung zusammen. In Debatten war sie für ihre Scharfsinnigkeit und Schlagfertigkeit bekannt. So widersetzte sie sich einem Vorschlag zur geschlechtsspezifischen Kennzeichnung von Gesetzesvorlagen mit der Bemerkung, dass sie im Falle eines positiven Abstimmungsergebnisses eine Frauenpartei gründen werde. In den 1920er Jahren erntete sie Kritik, da sie als Frau bereit war, öffentlich sexuelle Themen vor einem geschlechtergemischten Publikum anzusprechen. Anfangs verließen bei solchen Gelegenheiten einige männliche Abgeordnete das Parlament aus Protest.
1928 beschloss sie, ihren Sitz im Parlament aufzugeben, weil sie parlamentarische Politik als langatmig und ermüdend empfand und Agitationsarbeit wie politische Reisen, Reden oder Teilnahme an politischen und sozialen Organisationen vorzog. Von 1924 bis 1928 war sie außerdem Mitglied des Zentralkomitees der Sozialdemokratischen Frauenorganisation und von 1926 bis 1928 Vorsitzende der lokalen Sektion des Sozialdemokratischen Frauenvereins in Enskede.
Thüring starb am 2. Januar 1972 in Stockholm.